# DZ Водолея
DZ Водолея (лат. DZ Aquarii, HD 212062) — одиночная переменная звезда в созвездии Водолея на расстоянии приблизительно 1007 световых лет (около 309 парсеков) от Солнца. Видимая звёздная величина звезды — от +9,3m до +8,2m.

## Характеристики
DZ Водолея — красный гигант, пульсирующая медленная неправильная переменная звезда (LB) спектрального класса M7 или M6/7III. Эффективная температура — около 3293 К.